# ليو كينيدي
ليو كينيدي هو شاعر كندي، ولد في 22 أغسطس 1907، وتوفي في 2000.

## وصلات خارجية
- ليو كينيدي على موقع الموسوعة البريطانية (الإنجليزية)